# Empire Diner
Empire Diner é um restaurante em Nova York, que lançou a moda de luxo retro diner, e cuja arquitetura exterior se tornou uma imagem icônica em numerosos filmes e programas de televisão.

## Importância
Construída pela Fodero Dining Car Company em 1946 e operando como lanchonete em Manhattan até ser abandonada anos depois, foi reformada em 1976. As adições incluíam um contorno estilizado do Empire State Building em seu telhado. Tornou-se uma referência da cidade e um nexo de artistas a partir de então. O Empire foi inaugurado em 29 de fevereiro de 1976 (dia bissexto). O restaurante fechou em 15 de maio de 2010, e o The Highliner abriu brevemente em seu espaço no mesmo ano. O restaurante reabriu com o nome de Empire Diner, sob a chef executiva Amanda Freitag, em janeiro de 2014.

## Criação
O vagão-restaurante que servia como estrutura física do Empire Diner foi construído pela Fodero Dining Car Company em 1946. Situado no número 210 da Vigésima Avenida, na esquina da rua 22 em Chelsea, Manhattan, foi fechado e quase abandonado em 1976 quando os novos proprietários Jack Doenias, Carl Laanes e Richard Ruskay renovaram "a antiga colher gordurosa da então suja Décima Avenida e a transformaram no restaurante de referência [que] [...] se tornou uma grande força na o Chelsea Renaissance, que permitiu que galerias de arte, hotéis e outros restaurantes substituíssem as oficinas mecânicas, postos de gasolina e lojas de peças de automóveis que então dominavam a paisagem".
A lanchonete já tinha suas janelas originais alteradas e o telhado do monitor escondido do lado de fora. Os três sócios pintaram "EAT" em letras grandes em uma parede atrás da lanchonete, colocaram uma miniatura de aço inoxidável, um contorno estilizado do Empire State Building em um canto do telhado, e substituíram as tampos e balcões de fórmica com vidro preto. Os sócios também abriram o Ruskay's, outro restaurante, na Avenida Columbus, naquele mesmo ano, e abririam o Rick's Lounge, no centro de Manhattan na Oitava Avenida, em 1981.
O Empire Diner se tornou um sucesso popular, aparecendo na capa da revista New York Magazine. O autor Richard JS Gutman escreveu: "O Empire foi o pioneiro no conceito de restaurante ser algo diferente de apenas um restaurante. Com luz de velas, música de piano ao vivo e um menu não tradicional um tanto caro, essa foi uma nova tangente para os clientes". O autor Randy Garbin, fundador da Roadside Magazine, escreveu que os novos proprietários haviam "pegado uma sofrida [...] lanchonete em um bairro deprimido e introduziram a alta gastronomia. A ironia atingiu acordes tanto na arte de Nova York quanto no cenário dos restaurantes, com repercussões em todo o país". Seu menu incluía pratos tradicionais americanos, mas também pratos exclusivos como "Jack's chili sundae". A "fusão intelectual-lowbrow ... do restaurante 24 horas construiu uma clientela estável entre os abutres da cultura do bairro e seus boates noturnos".

## Proprietários após Ruskay

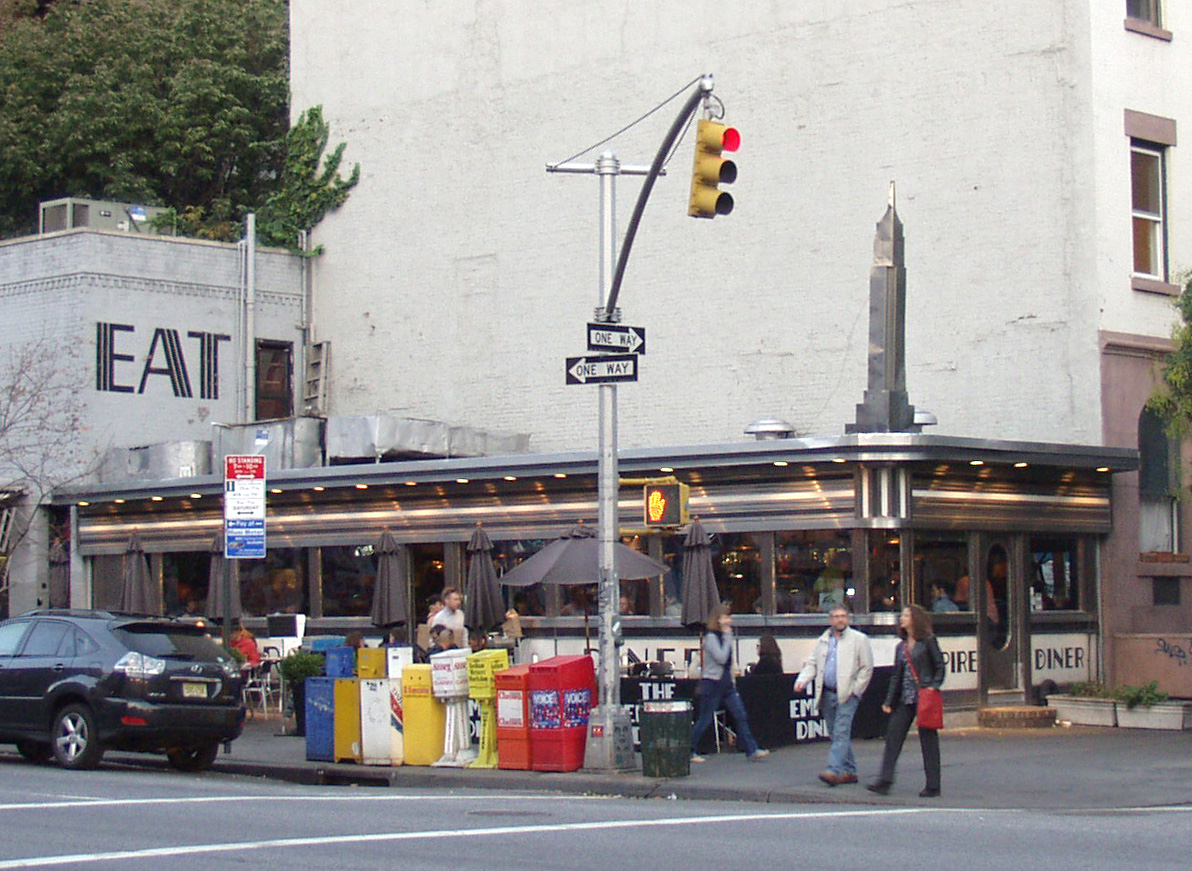
O restaurante vista da Décima Avenida.

Após as mortes de Ruskay (falecido em 16 de março de 1992) e Doenias, Laanes vendeu a operação para o chef executivo Mitchell Woo, que estava com a lanchonete desde 1980, e para a gerente geral Renate Gonzalez, que havia ingressado em 1986.
Entre 2005 e 2010, Thomas Feucht, fundador e CEO do The Kullmans Diner Group juntou-se à equipe executiva da Nothing Heavy inc. A família Feucht detinha os direitos da marca Empire Diner nos EUA até 2014. Ao devolver os direitos da marca ao NHI Inc., o caminho estava livre para Amanda Friday reabrir o restaurante com o nome Empire Diner. Os últimos anos do antigo Empire Diner foram fortemente influenciados pela família Feucht, ou seja, o icônico café ao ar livre com seus móveis e divisórias pretos.
No final de 2009, as negociações de arrendamento entre os proprietários do Empire Diner e Chuck Levinson, cuja família possuía a propriedade desde o início dos anos 1930, terminaram sem renovação de arrendamento. A estrutura física foi programada para ser adquirida com um novo nome pelos restaurateurs Carolyn Benitez, Charles Milite e Eric Petterson do Gotham City Restaurant Group, sob um contrato de 15 anos. O último dia de negócios para o Empire Diner neste local foi 15 de maio de 2010. Woo e Gonzalez entraram com uma ação no Tribunal Distrital dos Estados Unidos para o Distrito Sul de Nova York, em Manhattan, no final de abril de 2010, alegando que o proprietário queria reivindicar o nome "Empire Diner" para repassar aos próximos proprietários. O juiz deste processo de marca decidiu em 3 de dezembro de 2010, que o caso poderia ir a julgamento. A essa altura, a réplica do Empire State Building no telhado havia desaparecido.
No final de julho, o Gotham City Restaurant Group, "sem reforma substancial", abriu um novo restaurante no local, o Highliner. A revista The New Yorker opinou: "O corpo permanece, mas a alma desapareceu. O Highliner é representativo, no entanto, do novo Chelsea que está surgindo nos fins de semana, enquanto os visitantes inundam o parque elevado que dá nome ao restaurante: turístico, caro e brilhante. Não é incomum ver guias e mapas espalhados nas mesas externas do restaurante nascente. É claro que os turistas também precisam comer, mas no Highliner eles não comem muito bem".
O restaurante reabriu com o nome de Empire Diner, sob a chef executiva Amanda Freitag, em janeiro de 2014, servindo primeiro apenas o jantar, depois expandindo para o almoço. Freitag saiu em julho de 2015.

## Significância
O Empire Diner era frequentado por celebridades, incluindo Meryl Streep e seu então parceiro, John Cazale, além de Josh Brolin, Minnie Driver, Ethan Hawke, Madonna, Julia Roberts com o então namorado Benjamin Bratt, Steven Spielberg, Barbra Streisand e Kate Winslet. No entanto, não era universalmente amado: O crítico do jornal The Village Voice escreveu que: "O prédio em si é merecidamente amado, mas o serviço rude e caro do restaurante, comida completamente banal significa que a única coisa que sentiremos falta é do piano vertical". Independentemente disso, a revista The New Yorker escreveu em 1998: "Cada cena artística tem o lugar que merece. Nos anos 50, havia o Cedar Tavern ... [então] Max's Kansas City, uma churrascaria perto da Union Square, que atendia a escola bacana dos anos 60 ... Nos anos 80, o mundo da arte dirigiu-se a Tribeca para se brindar no Odeon. E nos anos 90? O novo local é o Empire Diner, um gemütlichkeit sem brilho escondido entre os armazéns de West Chelsea ...." De acordo com o programa da HBO Western Stars (2019), Bruce Springsteen costumava encontrar Patty Scalia em um banco em frente ao restaurante Empire. Ele a pediu em casamento lá.

## Na cultura popular
O Empire Diner apareceu em vários filmes, programas de televisão e anúncios.
| Cinema - Manhattan (1979) - See You in the Morning (1989) - Home Alone 2: Lost in New York (1992) - Men in Black II (2002) - City Island (2009) | Televisão - Law & Order - Saturday Night Live (opening credits) - The Days and Nights of Molly Dodd | Outros - Asylum Years de Tom Waits (capa do album) - Anúncio impresso da empresa de Henry J. Heinz na Time. - Pintura de John Baeder. - "NYC Girl" de John Waite (letra) |